# Swen Nater
Swen Eric Nater (né le 14 janvier 1950 à Den Helder, Pays-Bas) est un ancien joueur néerlandais de basket-ball en ABA et NBA.
Nater remporta deux titres de champions NCAA avec les UCLA Bruins.
Nater fut élu Rookie of the Year en 1974 en American Basketball Association, fut leader de la ABA au pourcentage aux tirs en 1974 et termine meilleur rebondeur en 1975. Il fut nommé dans la All-ABA Second Team en 1974 et 1975, participant au ABA All-Star Game lors de ces deux saisons. Lors de ses trois saisons en ABA, Nater joua pour les San Antonio Spurs, les Virginia Squires et les New York Nets.
La carrière NBA de Nater débuta avec les Milwaukee Bucks, mais il fut transféré après une saison aux Buffalo Braves. Quand les Braves firent leurs débuts à San Diego, Californie, Nater devint le joueur préféré des fans. Il devint meilleur rebondeur de la NBA lors de la saison 1979-1980, faisant de lui le seul joueur à avoir remporté le titre de meilleur rebondeur en NBA et en ABA. Sa carrière se termina à la fin de la saison 1983-1984.
Il entraîna par la suite l'équipe de Christian Heritage College à San Diego, Californie.